# Pertti Karppinen
Pertti Karppinen detto Pepe (Vehmaa, 17 febbraio 1953) è un canottiere finlandese.
Vanta cinque partecipazioni ai Giochi olimpici e 3 medaglie d'oro consecutive conquistate nel Canottaggio.

## Partecipazioni olimpiche
1. Montréal 1976: 1º
2. Mosca 1980: 1º
3. Los Angeles 1984: 1º
4. Seul 1988: 7º
5. Barcellona 1992: 10º

## Palmarès
- Oro a Montréal 1976 (singolo)
- Oro a Mosca 1980 (singolo)
- Oro a Los Angeles 1984 (singolo)